# Албариньо
Албариньо (на испански: Albariño), (на португалски: Alvarinho) е бял винен сорт грозде, който се отглежда в Северозападна Португалия (1700 ха) и в Галисия, Испания (1100 ха). Ограничени площи има в Австралия и САЩ.
Познат е и с наименованията: Албариня, Алварин Бланко, Алвариня, Азал Бланко, Галего, Галегиньо и др.
Гроздът е малък, крилат, средно плътен. Зърната се със среден размер, заоблени, понякога леко сплеснати, с жълтеникаво зелен цвят, като придобиват розов оттенък, откъм слънчевата страна. кожицата е много дебела и плътна. Месото е с мек и сочен вкус.
От сорта Албариньо се получават висококачествени бели вина, които се отличават със светъл цвят, висока киселинност, алкохолно съдържание 11,05 – 12,05 % и аромати на цветя, цитруси, кайсия и праскова.